# Catarina Eufémia

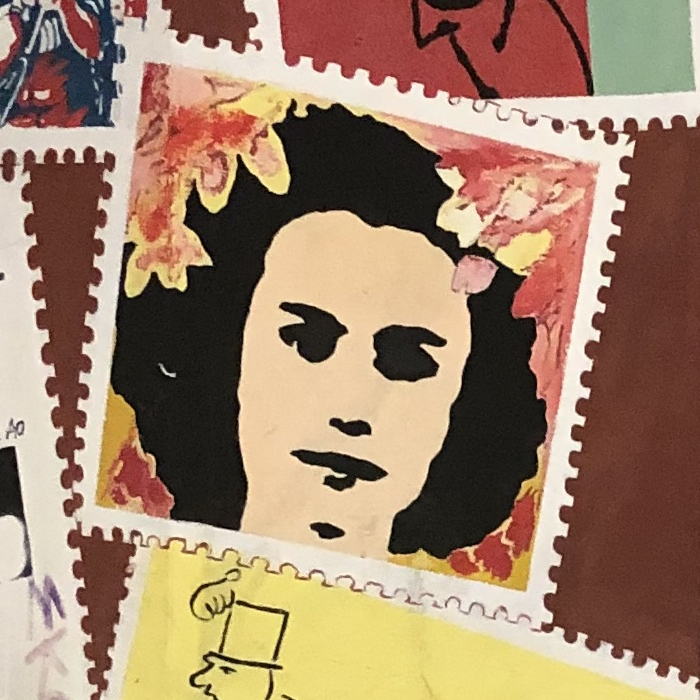
Catarina Eufémia

Catarina Efigénia Sabino Eufémia (* 13. Februar 1928 in Baleizão; † 19. Mai 1954 in Monte do Olival bei Baleizão) war eine portugiesische Landarbeiterin.
Bei Protesten im Alentejo kam es seit Anfang der 1950er Jahre zu Unruhen, als die Salazar-Diktatur in Form der Sicherheitspolizei Guarda Nacional Republicana (GNR) hart gegen die Landarbeiter vorging. Diese protestierten gegen zu niedrige Löhne und ihre anhaltende Ausbeutung durch die im Alentejo verbreiteten Großgrundbesitzer.
Catarina Eufémia wurde am 19. Mai 1954 als Sprecherin einer kleinen Gruppe von Landarbeiterinnen ausgewählt, die um eine höhere Entlohnung bat. Der Kommandant der herbeigerufenen GNR-Streife erschoss sie kurzerhand. Bei der vergeblich verheimlichten Beerdigung kam es zu Ausschreitungen, als sich eine große Bevölkerungsmenge zum Protest formierte.
Eufémia gilt seither als Symbol des Widerstands und des Kampfes für eine gerechtere Gesellschaft, vor allem im Süden Portugals. Sie wurde in Werken von Sophia de Mello Breyner Andresen, José Afonso und anderen verewigt. Bei der 2007 vom öffentlich-rechtlichen Fernsehsender RTP veranstalteten Wahl des „Größten Portugiesen aller Zeiten“ (Os Grandes Portugueses) wurde sie auf den 46. Platz gewählt.